# عباس لغرور
عباس لغرور مناضل وثوري جزائري ولد يوم 23 جوان 1926 بدوار أنسيغة بولاية خنشلة، شارك في قيادة المنطقة الأولى في حرب التحرير، توفي يوم 25 جويلية 1957 في تونس.

## المولد والنشأة
ولد عباس الغرور في يوم 23 جوان 1926 بدوار إنسيغة بولاية خنشلة، ينتمي إلى أسرة فقيرة معدمة، دخل المدرسة الفرنسية واستطاع الحصول على الشهادة الابتدائية، بعدها توجه إلى الحياة العملية حيث عمل كطباخ لدى حاكم المدينة، وكان ذلك عام 1948.

## نشاطه قبل الثورة
انضم الشهيد مبكرا إلى حزب الشعب الجزائري وكان ذلك عام 1946، وكان ينشط مع المناضل إبراهيم حشاني المسؤول الجهوي لمنطقة الأوراس، وقد شك في أمره صاحب العمل عندما شوهد مع هذا الأخير في أحد الأسواق، ولذا طرد من العمل فلجأ عباس الغرور إلى فتح دكان للخضر والفواكه في السوق العامة للمدينة، وهذا لتمويه الاستعمار عن نشاطه الحقيقي، ولقد أصبح هذا الدكان مكانا يلتقي في مناضلو الحزب لعقد اجتماعاتهم السرية ومن أمثال هؤلاء نذكر : شيهاني بشير، مسؤول حركة انتصار الحريات الديمقراطية على مستوى باتنة. ونظرا للميزات التي كان يتميز بها الشهيد فقد أوكلت له مسؤولية الإشراف على قسمة الحزب بخنشلة. وأهم ما قام به نذكر :
مشاركته في مظاهارات 1 ماي و 8 ماي 1945 التي وقعت في المدينة.
تنظيم مظاهرة احتجاجية عام 1951 ضمت شريحة من شبان المدينة، وكان هذا تنديدا للوضعية المأساوية التي كان يعاني منها الشعب الجزائري ومن أهم المطلب التي كان يسعى إليها المتظاهرون : القضاء على البطالة، توفير الخبز، وقد سلمت هذه المطالب للسلطات الفرنسية التي قامت على إثرها بإلقاء القبض على عباس لغرور وبعض رفقاءه، وبقي في السجن مدة 3 أيام، تعرّض خلالها إلى تعذيب وحشي مما أدى به إلى الإصابة بمرض صدري جعله ينتقل إلى باتنة للعلاج وقد تكفل حزب حركة الانتصار بجميع نفقات علاجه. وبعد أن تماثل للشفاء عاد إلى خنشلة ليواصل نشاطه السري داخل الحزب. وبرفقة الشهيد مصطفى بن بولعيد وعاجل عجول وشيحاني بشير ساهم عباس لغرور بالتحضير للثورة في منطقة الأوراس. وقد أشرف على الأفواج التي أوكلت لها مهمة شن الهجومات ليلة أول نوفمبر 1954.

## نشاطه أثناء الثورة
منذ اللحظات الأولى للثورة المسلحة برهن عباس الغرور على حنكته وشجاعته وقدرته على القيادة والمناورة وإلحاق الهزيمة بالعدو من أهم المعارك التي شارك فيها أثناء الثورة نذكر :
معركة الجرف الشهيرة التي دامت 3 أيام 22/23/24 سبتمبر 1955.
معركة الزاوية الشهير ة ششار.
معركة تفسور ششار 1955.
معركة البياضة استمرت 24 ساعة كاملة.
كمين كنتيس مراح البارود أكتوبر 1956

## اغتياله
غادر الجزائر إلى تونس في شهر أكتوبر 1956 برفقة عدد من الإطارات منهم عدد من الطلبة اللذين غادروا مقاعد الدراسة لتحرير الوطن أمثال منتوري محمود.
وكان ينوي عقد مؤتمر مصالحة بين قادة الولايةI لغرض اتخاذ موقف موحد بجانب قادة الثورة بالخارج حول قرارات مؤتمر 20 أوت 1956.
إلا أن مؤامرة دبرت لإفشال المؤتمر كما اعتقل في نفس الوقت قادة الثورة بالخارج اثر تحويل طائرتهم.
وقد اغتيل عباس لغرور يوم 25 جويلية 1957 في تونس مع عدد من إطارات الثورة الجزائرية من طرف رفقاء الثورة في ظروف لا تزال غامضة. [بحاجة لمصدر]